# Кочурівка
Кочурівка — річка в Україні, у Шосткинському районі Сумської області. Ліва притока Івотки (басейн Дніпра).

## Опис
Довжина річки 13 км., похил річки — 2,5 м/км. Площа басейну 77,5 км².

## Розташування
Бере початок на північному заході від Баранівки. Тече переважно на північний захід через Марчихину Буду, Руденку і впадає у річку Івотку, ліву притоку Десни.